# Avertissement agricole
Pour les articles homonymes, voir Avertissement.
 (mars 2024).
Si vous disposez d'ouvrages ou d'articles de référence ou si vous connaissez des sites web de qualité traitant du thème abordé ici, merci de compléter l'article en donnant les références utiles à sa vérifiabilité et en les liant à la section « Notes et références ».
Avertissement agricole désigne, en France, à la fois le système de contrôle et les bulletins d'alerte ou de préalerte qu'il produit.
Ces bulletins sont généralement payants (en France, le nom « avertissement agricole » est déposé), envoyés à des abonnés, émis par des organismes assurant une veille sanitaire d'intérêt agricole sur un territoire donné, concernant l'émergence attendue ou inhabituelle d'organismes nuisibles (ravageurs ou pathogènes) des végétaux (fruitiers, vigne, grandes cultures, légumes, espaces verts et riz en Guyane).
Les SRPV (Service Régional de la Protection des Végétaux), généralement avec la participation des FREDON, FDGDON et GDON (Groupements de Défense contre les Organismes Nuisibles) en assurent le fonctionnement, à partir de tableaux de bord synthétisant la situation sanitaire régionale.
Les FREDON, FDGDON, GDON participent à la surveillance, à la prévention et à la lutte contre les dangers sanitaires (article L 252-2 du code rural).

## Principe de fonctionnement
Un réseau d'agents et d'experts contrôlent en temps réel l'évolution des maladies (bactériennes, fongiques, parasitaires, etc.) ainsi que le contenu de pièges à insectes dispersés sur le territoire considéré et dans les principaux types de cultures. Les données issues des plans de surveillance des parasites de quarantaine sont également mis à profit.
Quand un pathogène, un ravageur des cultures, ou une espèce indésirable pour l'agriculture est présent dans des proportions posant problèmes, ou inversement quand il disparaît de l'environnement, les avertissements préviennent les agriculteurs, horticulteurs ou arboriculteurs abonnés.
Des prévisions, parfois basées sur des modèles mathématiques sont également envoyées aux bénéficiaires de la veille.
Des conseils sur les stratégies et moyens de lutte peuvent être donnés par des spécialistes.
Des informations ou rappels sur l'évolution de la réglementation, les formations existantes, les prescriptions en matière d'usage, etc peuvent accompagner les conseils.
Ce même réseau contribue à la surveillance d'espèces invasives, animales, fongiques ou végétales. 
Ils permettent pour ceux qui les suivent de ne traiter qu'en temps utile et si cela est utile. C'est une des bases de l'agriculture raisonnée. 
Ils sont envoyés par courrier, fax ou internet, par exemple en France par les SRPV, sur abonnement payant.

## Évolution
À la suite des évolutions législatives, le fonctionnement des services SRPV évolue vers une décentralisation encore plus forte. En 2009, à la suite d'une réforme, les services SRPV disparaissent en tant que tels et leurs personnels sont intégrés dans les Services régionaux de l'alimentation (SRAL). Le système est maintenant géré en plus grande partie par les Chambres d'Agriculture. Les SRAL n'ont plus pour mission de rédiger des avertissements agricoles mais contribuent aux « Bulletins de santé du végétal ».
La rédaction des BSV est confiée également, suivant les régions et cultures, aux FREDON-FDGDON, Instituts techniques, Chambres d'Agriculture.

### En Guyane
Le CIRAD a mis en place des avertissements agricoles concernant le riz sur la zone de Mana en Guyane, avec le SPV/DAF (Service de la Protection des Végétaux / Direction de l'Agriculture et de la Forêt), permettant selon le CIRAD d'économiser un à deux traitements chimiques par campagne en moyenne.